# Paduniella uralensis
Paduniella uralensis är en nattsländeart som beskrevs av Martynov 1914. Paduniella uralensis ingår i släktet Paduniella och familjen tunnelnattsländor. Inga underarter finns listade i Catalogue of Life.